# Склерофітні чагарники островів Європа та Басас-да-Індія
Склерофітні чагарники островів Європа та Басас-да-Індія (ідентифікатор WWF: AT1308) — афротропічний екорегіон пустель і склерофітних чагарників, розташований на островах Мозамбіцької протоки.

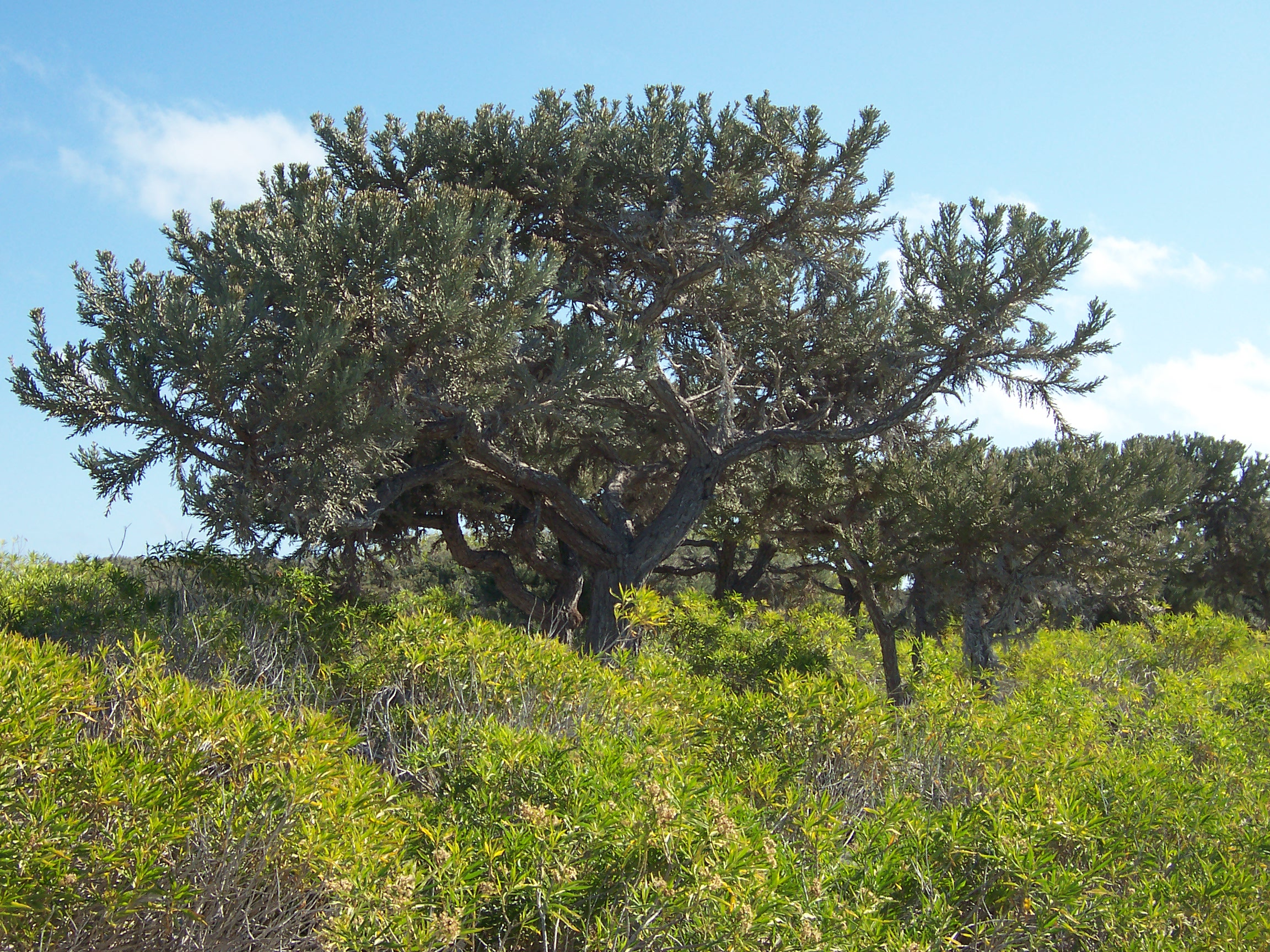
Вузькогіллясті молочаї (Euphorbia stenoclada) на Європі

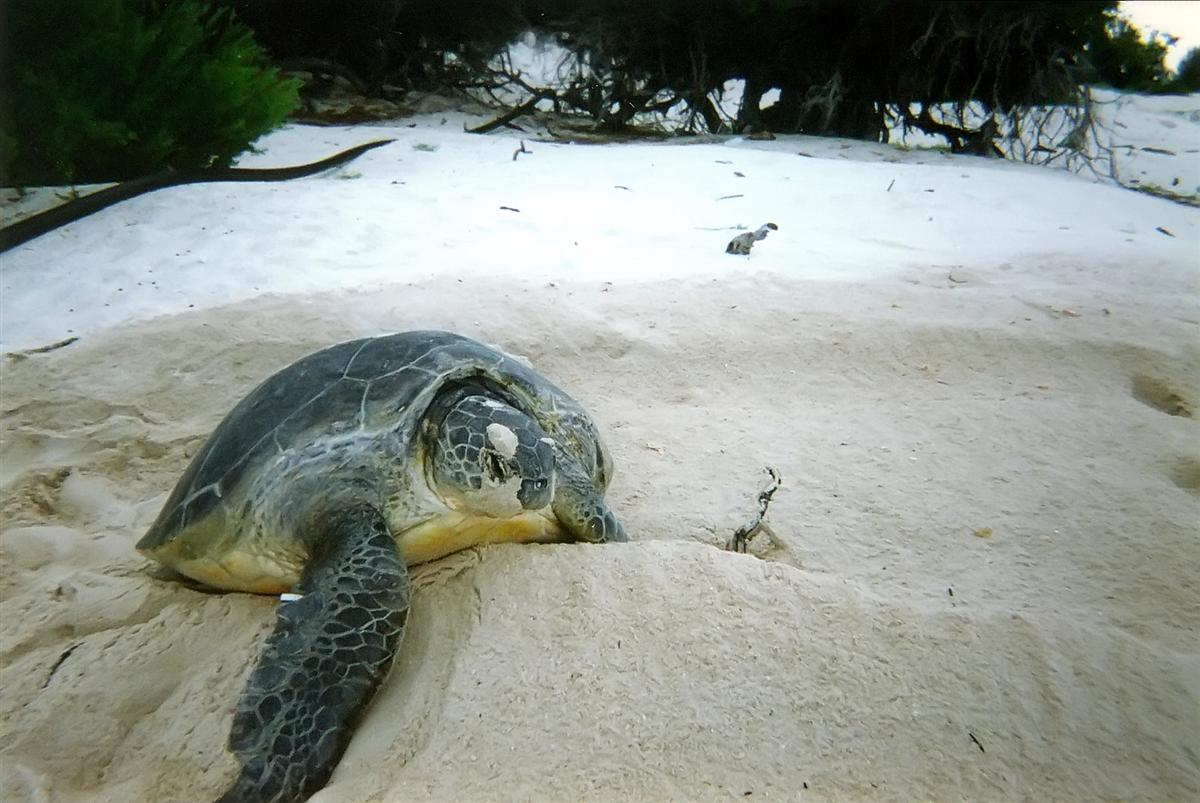
Зелена черепаха (Chelonia mydas) на пляжі Європи

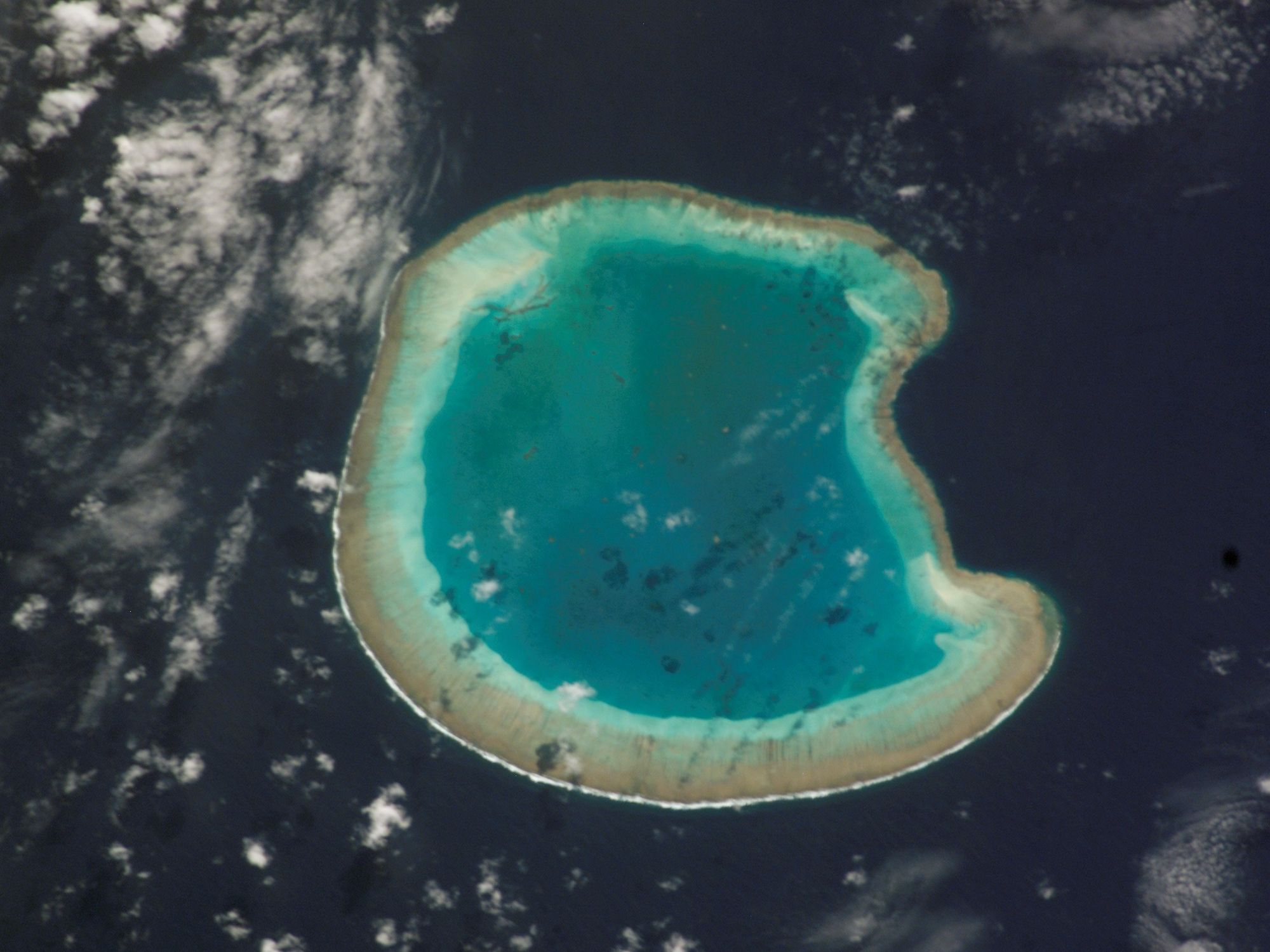
Вид з космосу на Бассас-да-Індію

Карта рослинного покриву Європи

## Географія
Острови Європа та Басас-да-Індія розташовані посередині Мозамбіцької протоки, на півшляху між південним Мадагаскаром та південним Мозамбіком. Європа (22°20'S 40°20'E) лежить приблизно за 100 км на південний схід від Басас-да-Індії (21°49'S 40°00'E). Обидва острова є частиною Розсіяних островів в Індійському океані або островів Епарс, які належать Франції та входять до Французьких Південних і Антарктичних Територій. На острови претендує Мадагаскар.
Площа коралового острова Європа становить 28 км², діаметр 6-7 км, а максимальна висота — 6 м. Його неглибока лагуна (глибиною менше 1 м) відкрита до моря з півночі і охоплює близько 900 га, з яких приблизно 700 га зайняті мангровими болотами, особливо на півдні. Під час відпливу дно лагуни майже повністю оголюється, а біля його гирла розташовані розріджені луки морської трави, на яких переважає серполистий таласодендрон (Thalassodendron ciliatum) та вузьколиста морська трава (Halodule uninervis). Менша лагуна підтримує змішану рослинність. На узбережжях острова, по краях колишнього атола, зустрічається карст, а на південному заході острова — оголені коралові породи, великі піщані дюни та груди каміння. За оцінками, Європа утворилася приблизно 90 000 років тому. Вона оточена кораловою платформою шириною 200-600 м, яка стає помітною під час відпливів. Ця коралова платформа вкрита водоростями, і на ній помітні сліди абразивних процесів.
Басас-да-Індія — це майже ідеально круглий атол діаметром 12-13 км. Площа постійної суші атола становить менше 1 км². Під час припливів він майже повністю занурюється під воду, і тому рослинність на ньому відсутня. Під час відпливів край рифу підіймається на 1,2 м над водою, однак кілька скель на півночі атола постійно підіймаються над водою на 2-3 метри. Коралова структура Басас-да-Індії все ще знаходиться в процесі формування.
Острови регіону перебувають під впливом теплої Агульяської течії, на них іноді трапляються циклони. Температура навколишньої води зазвичай становить більше 30 °C, а протягом південної зими тут панують південно-східні пасати. Середньорічна кількість опадів на островах становить близько 600 мм, 

## Флора
На острові Європа виділяють чотири типи рослинності. На півночі острова ростуть сухі ліси, основу яких складають вузькогіллясті молочаї (Euphorbia stenoclada), на півдні — сухі трав'янисті луки або степ, де переважає великоколосий склеродактилон (Sclerodactylon macrostachyum), у лагунах — мангрові болота, основу яких складають азійські мангри (Rhizophora mucronata), а на узбережжях — прибережні чагарникові зарості, основу яких складає приморська суріана (Suriana maritima).
На півночі острова знаходиться покинута плантація сизальської агави (Agave sisalana) та маврикійської коноплі (Furcraea foetida). Цю плантацію створили колоністи в ході невдалої спроби заселити острів на початку XX століття. Вона охоплює близько 10 % площі від території, яку колись займали молочаєві ліси. Схоже, що площа сизалевих заростей розповзається: агава зустрічається невеликими осередками, оточеними сухим лісом. Окрім сизалю та маврикійської коноплі, ще близько 15 видів рослин були навмисно або випадково інтродуковані на Європу; ще чотири види мають невизначене походження, однак найімовірніше вони також були інтродуковані. Ендемічних видів рослин на острові немає.

## Фауна
У той час, як Басас-да-Індія представляє науковий і біогеографічний інтерес через відносно непорушену систему коралових рифів, обмеженої площі постійної суші атолу недостатньо для підтримки значних популяцій наземних тварин. У свою чергу, острів Європа є важливим місцем, де відкладають яйця морські черепахи та гніздяться морські птахи. Тут також зустрічаються два ендемічні підвиди птахів та два ендемічні види ящірок.
Острів Європа є одним з найважливіших місць, де відкладають яйця рідкісні зелені черепахи (Chelonia mydas), найбільші з твердопанцирних морських черепах світу. Від 8000 до 15 000 самиць цього виду щороку виповзають на пляжі, де відкладають яйця, з яких щороку вилуплюється від 0,7 до 2,4 мільйонів черепашат. У світі відомо лише близько дюжини місць, де зелені черепахи щорічно відкладають яйця у великій кількості, і лише Європа та острів Рейн в Австралії, здається, мають стабільні популяції черепах, які не скорочуються з роками. Окрім зелених черепах, на острові також регулярно відкладають яйця бісси (Eretmochelys imbricata).
Острів Європа використовується як пункт зупинки багатьма видами птахів, які мігрують між Африкою та островом Мадагаскар, зокрема африканськими широкоротами (Eurystomus glaucurus). До морських птахів, які мають на острові постійні гніздові популяції, належать червонохвості фаетони (Phaethon rubricauda), білохвості фаетони (Phaethon lepturus), тихоокеанські фрегати (Fregata minor), фрегати-арієлі (Fregata ariel), червононогі сули (Sula sula), білочереві сули (Sula leucogaster), каспійські крячки (Hydroprogne caspia), строкаті крячки (Onychoprion fuscatus) та реюньйонські буревісники (Puffinus bailloni).
Деякі з популяцій морських птахів генетично ізольовані від інших популяцій Індійського океану. Білохвості фаетони на острові Європа представлені ендемічним підвидом Phaethon lepturus europae, представники якого мають менший розмір, ніж представники інших популяцій Індійського океану, і більше схожі на вознесенських білохвостих фаетонів (P. l. ascensionis) з островів Атлантичного океану та на тихоокеанських білохвостих фаетонів (P. l. dorotheae). Ще одним прикладом ізольованої популяції є пантропічна червононога сула (Sula sula). Більшість дорослих представників цього одного з найбільш поліморфних видів морських птахів, що гніздяться на островах Індійського океану, належать до білої морфи. Однак на Європі майже всі дорослі червононогі сули належать до білохвостої коричневої морфи, чим значно відрізняються навіть від найближчих колоній. Дослідники припускають, що білохвоста коричнева морфа може виступати як захисний камуфляж, який має убезпечити від клептопаразитизму (крадіжки чужого улову) зі сторони тихоокеанських фрегатів (Fregata minor) та фолклендських поморників (Stercorarius antarcticus).
На Європі гніздяться принаймні п'ять видів наземних птахів, у тому числі ендемічний підвид мадагаскарського окулярника Zosterops maderaspatanus voeltzkowi. Цьому птаху вдалося колонізувати всі острови західної частини Індійського океану, популяції яких потім виокремилися у низку ендемічних підвидів або окремі види. Серед інших наземних птахів Європи слід відзначити двоморфну чаплю (Egretta dimorpha), синьодзьобу чаплю (Ardeola idae), крапчасту сипуху (Tyto alba) (можливо, місцевий вид, хоча залежить від інтродукованих чорних пацюків) та строкатого крука (Corvus albus) (ймовірно, інтродукований вид, залежить від присутності людей).
Серед інших тварин, поширених на острові Європа, слід відзначити ендемічних європейських мабуй (Trachylepis infralineata) і європейських змієоких сцинків (Cryptoblepharus bitaeniatus), а також інтродукованих плямистогубих мабуй (Trachylepis maculilabris). На острові живуть близько 55 видів комах, зокрема ендемічні хальцидові оси Leucospis insularis, які паразитують на мурахах.

## Збереження
Крихкі екосистеми крихітних островів Європа та Басас-да-Індія стикаються з загрозами, характерними для більшості ізольованих островів. Значний вплив на екологію Європи мало винищення людьми значної частини сухих молочаєвих лісів, а також поява на острові інтродукованих видів рослин та тварин, зокрема сизалю (Agave sisalana), інвазивного виду, здатного витісняти місцеву рослинність. У 1860 році з Мадагаскару на Європу були завезені кози (Capra hircus). У 1976 році їх популяція нараховувала приблизно 200 особин, і з того часу їх кількість зросла. Кози особливо добре пристосовані до складних умов навколишнього середовища, таких як нестача прісної води. Ці тварини здатні кардинально змінювати рослинний покрив, тим самим руйнуючи життєво важливе середовище існування для острівних популяцій птахів. Їхня присутність завдає особливої шкоди місцевим хащам деревоподібних молочаїв та рідкісним теспезіям (Thespesia populnea), які ростуть поруч із мангровими заростями. Чорні пацюки (Rattus rattus) живуть на острові з XVI століття і є ефективними хижаками, які поїдають яйця та дитинчат багатьох морських птахів. На острів також були завезені віслюки, коти та кролики, але наразі вони вимерли.
У 1950 році на острові Європа була побудована метеорологічна станція разом із злітно-посадковою смугою. Станцію періодично обслуговували французькі метеорологи або військовий персонал. Також на острові існує невеликий військовий гарнізон (до 14 людей). Присутність людини вочевидь впливає на екосистему острова, хоча ступінь шкоди, який завдається їй, невідомий. І Європа, і Бассас-да-Індія класифікуються як природні заповідники. Риболовля в територіальних водах навколо островів заборонена, і кожен, хто відвідує острови, повинен дотримуватися певних правил.